# Ferran Agulló i Vidal

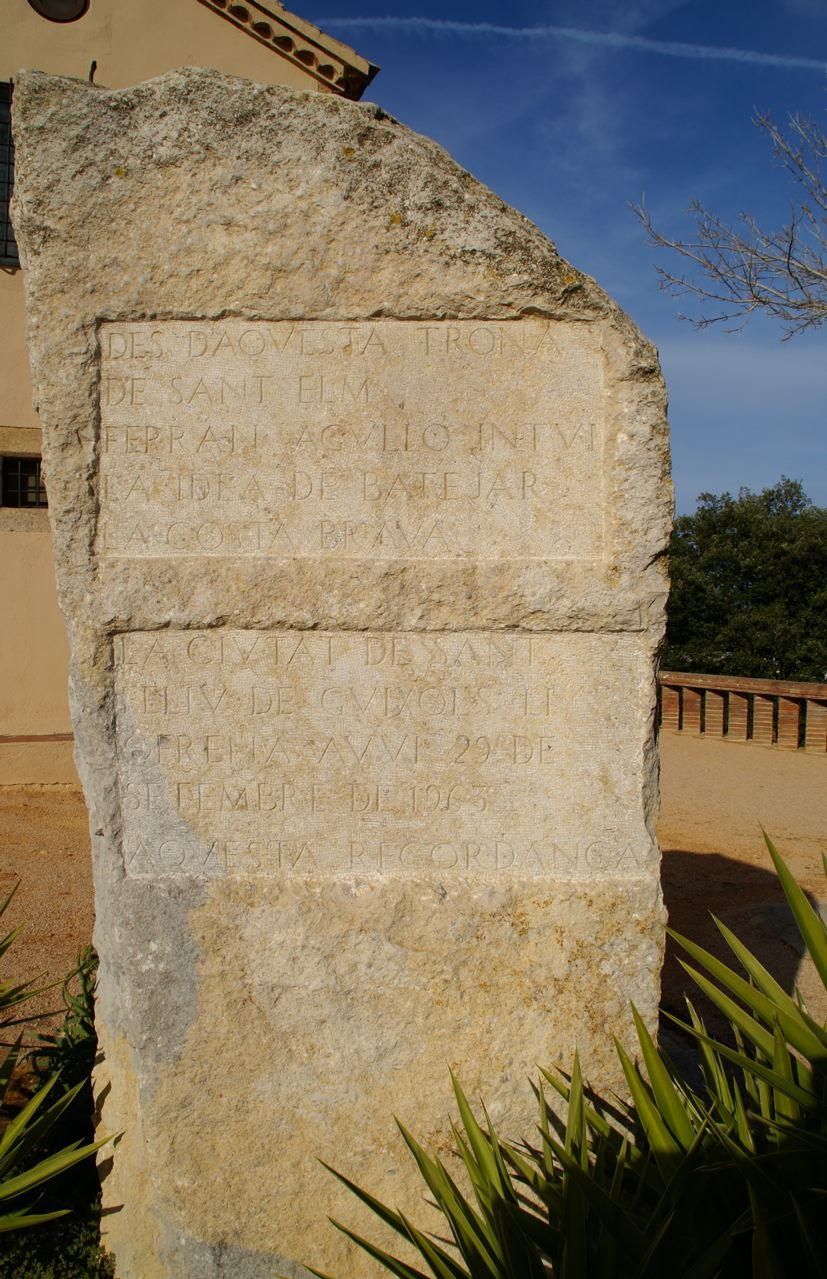
Pedra de recordança a l'Ermita de Sant Elm amb el text:
«Des d'aquesta trona
de Sant-Elm
Ferran Agulló intuí
la idea de batejar
la Costa Brava»

Ferran Agulló i Vidal (Girona, 12 de setembre de 1863 - Santa Coloma de Farners, 2 de juliol de 1933) era un periodista, poeta, gastrònom i polític pertanyent a la Lliga Regionalista de Catalunya. Fou un dels inventors del terme Costa Brava.

## Biografia
Fill de Ferran Agulló i Calzada natural de Sant Feliu de Guíxols i Isabel Vidal i Moner natural de Girona. Casat a Sant Feliu de Guíxols el 2 d'abril de 1888 amb Joana Civils i Forest natural de Sant Feliu de Guíxols.

### L'activitat literària
Ferran Agulló va ser estudiant de l'IES Ramon Muntaner. Fou premiat diversos cops als Jocs Florals; i el 1893 va ser proclamat mestre en Gai Saber en guanyar de cop l'Englantina d'or per Lo somni de Fivaller i la Flor Natural per L'eixut. Fou present en diversos jurats dels Jocs Florals així com alguns consistoris. Després en va ser mantenidor els anys 1906, 1908, i 1915, i posteriorment el 1932 va ser nomenat president de l'esdeveniment. Va escriure molts llibres de poesia, i algunes obres menors de teatre (fins i tot actuar a l'escenari algun cop).
Tot i que s'havia llicenciat en dret no va exercir mai d'advocat, ja que sempre treballà en el periodisme. Visqué durant un temps a l'Uruguai on va fundar les publicacions El exportador español i La voz de España, i en va dirigir dues més. Quan va tornar a Catalunya va dirigir la revista L'Atlàntida conjuntament amb Manuel Folch i Torres des del 1898, i el Diario del Comercio des del 1900. Quan es va fundar la Lliga Regionalista el 1901 va esdevenir-ne el secretari general i a dirigir La Veu de Catalunya, que n'era la tribuna pública: en aquest diari Agulló hi publicava les cròniques parlamentàries del Congrés i les seves dures valoracions sota el pseudònim de "Pol".
De totes maneres col·laborava amb la resta de la premsa catalana en general, com ara Las Noticias, La Renaixença, L'Esquella de la Torratxa, La Campana de Gràcia, Revista de Gerona, Lo Somatent de Reus, La Il·lustració Catalana, Lo Rossinyol del Ter i Lo Gay Saber. També escrivia a la premsa madrilenya, sobretot al Nuevo Mundo dirigit per José del Perojo on feia les "Crónicas catalanas" amb el pseudònim de "Roger" o articles econòmics amb el de "X. Y. Z.".
Als anys 30 va escriure el Llibre de la cuina catalana, lligada a la cuina dels Països Catalans i on per primera vegada la planteja "de forma decidida" com una cuina nacional. Va definir rigorosament les bases de la cuina catalana i la va relacionar per primer cop amb l'occitana, situant-les en els mateixos contexts culturals.

### L'activitat política
El 1899 s'inicià en política fent de secretari de la Junta Organizadora de las Adhesiones al Programa del General Polavieja, esdevenint després la Unió Regionalista. Quan aquesta es fusionà amb el Centre Nacional Català va néixer la Lliga Regionalista i Ferran Agulló en fou designat secretari general. Com a tal encapçalà dures campanyes contra el caciquisme i a favor del sufragi universal.
A nivell empresarial, va associar-se amb Emili Cuatrecasas i Buquet (1902-1965), fundador del despatx d'advocats Cuatrecasas Abogados.

### L'anècdota del terme "Costa Brava"
A l'Ermita de Sant Elm hauria intuït el nom de la Costa Brava parlant de la "nostra costa brava" tot i que ambdós: el lloc de la seva inspiració i el nom, romanen controvertits. Va publicar-lo per a la primera vegada en la seva columna diària a La Veu de Catalunya del 12 de setembre de 1908.

## Obres
- Recull de poesies de Ferran Agulló publicades l'any 1914 per la col·lecció Lectura Popular Biblioteca d'autors catalans de la Il·lustració Catalana Antologia catalana

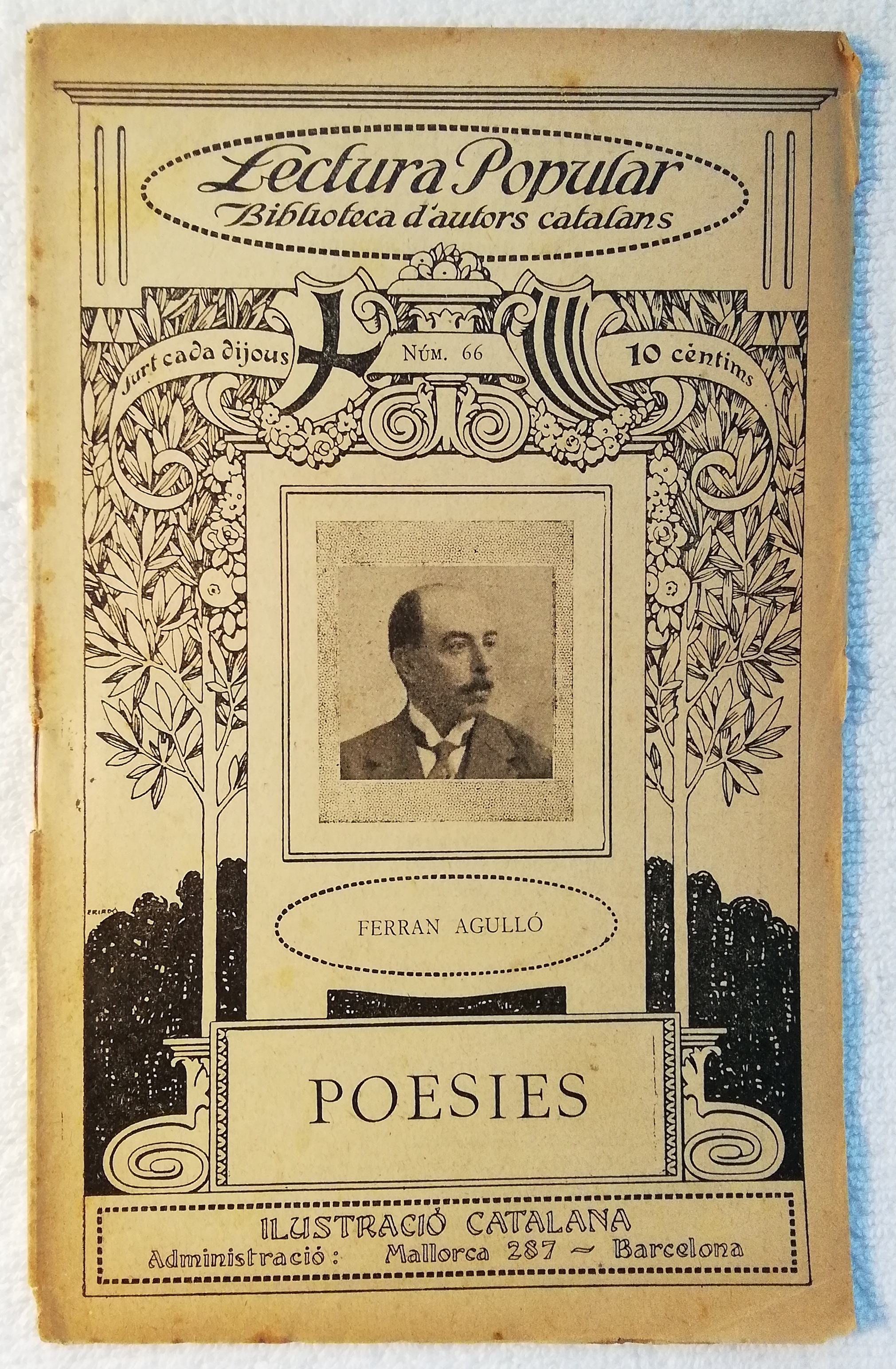
Recull de poesies de Ferran Agulló publicades l'any 1914 per la col·lecció Lectura Popular Biblioteca d'autors catalans de la Il·lustració Catalana

- El Sometent de Girona, drama en un acte.
- Llibre de versos, F. Puig, Barcelona, 1905
- Espurnes. Poesies
- Marines, Societat Catalana d'Edicions, Barcelona, 1917
- De tot temps, 1918
- Corrandes, 1924
- Llibre de la cuina catalana, 1924
- Ponentines, 1925

Poemes presentats als Jocs Florals de Barcelona
- Abandonada!, 1883, segon accèssit a la Flor Natural
- Les balladores, 1884, accèssit a la Viola d'or i d'argent
- La gropada, 1886, accèssit
- Lo cant del Pi, 1887, premi de la Flor Natural
- Lletra, 1889, premi de l'Englantina d'or
- Lo fester, 1889, accèssit
- L'eixut, 1893, premi de la Flor Natural
- Lo somni de Fivaller, 1893, premi de l'Englantina d'or[12]
- Migdiada, 1893, accèssit a la Flor Natural
- El claustre, 1909, primer accèssit a la Viola d'or i d'argent
- La copa, 1909, segon accèssit a la Flor Natural
- Les terres tristes, 1917, primer accèssit a l'Englantina d'or
- La ciutat, 1924
- Lloant Déu, 1924
- El Foch, 1924
- Pere el Gran, 1924